# Курдюм (Кировская область)
 Курдюм  — опустевшая деревня в Санчурском муниципальном округе Кировской области.

## География
Расположена на расстоянии примерно 17 км по прямой на запад-северо-запад от райцентра поселка Санчурск.

## История
Известна с 1891 года как починок Кордомский (Курдюмовский), в котором было в 1905 году (тогда Курдюмовский) отмечено дворов 33 и жителей 202, в 1926 55 и 293, в 1950 (Курдюм) 61 и 210, в 1989 5 жителей. Настоящее название утвердилось с 1939 года. С 2006 по 2019 год входила в состав Люмпанурского сельского поселения.

## Население
Постоянное население не было учтено как в 2002 году, так и в 2010.